# Kmetijski inštitut Slovenije
Kmetijski inštitut Slovenije je slovenski javni raziskovalni zavod, ki preučuje kmetijstvo Slovenije od leta 1898. Inštitut izvaja svojo dejavnost v okviru oddelkov: poljedelstvo in semenarstvo, sadjarstvo in vinogradništvo, živinoreja (Govedoreja, Prašičereja, Čebelarstvo), varstvo rastlin, kmetijska tehnika, ekonomika kmetijstva, centralni laboratorij (agrokemija in enologija). Omeniti je treba še strokovno Knjižnico in INDOK. Večji del raziskovalnega in strokovnega dela poteka v laboratorijih ter na poskusnih poljih.

## Odlikovanja in nagrade
Leta 1998 je inštitut prejel srebrni častni znak svobode Republike Slovenije z naslednjo utemeljitvijo: »ob stoletnici obstajanja za prispevek k razvoju kmetijstva v Sloveniji«.